# Chiesa di San Lorenzo a Fornace
La chiesa di San Lorenzo a Fornace si trova nel comune di Londa.
La chiesa è menzionata sin dal XII secolo fra le dipendenze della pieve di San Detole. Citata nel 1434 - 1439, 1466, 1464 - 1487 nei verbali delle visite pastorali, dal 1719 entrò a far parte del piviere di Sant'Elena a Rìncine.
Numerosi rifacimenti ne hanno alterate le originarie strutture medievali, di cui rimane traccia nelle bozze ben scalpellate nella parte inferiore della facciata e nel portale con architrave monolitico, oggi tamponato, che si apriva nel fianco sud. Appartenevano a questa chiesa preziose suppellettili, tra cui un calice quattrocentesco a smalti traslucidi, tuttora conservato al Seminario vescovile di Fiesole.